# Brooksville (Missisipi)
Brooksville – miasto w Stanach Zjednoczonych, w stanie Missisipi, w hrabstwie Noxubee.